# Orkhon, Darkhan-Uul
Orkhon (tiếng Mông Cổ: Орхон, ) là một sum của tỉnh Darkhan-Uul, Mông Cổ. Sum này cách tỉnh lị Darkhan khoảng 45 km, cách thủ đô Mông Cổ Ulaanbaatar khoảng 275 km. Orkhon cùng với tỉnh Darkhan Uul đã tách khỏi tỉnh Selenge vào năm 1994. Orkhon có một trường trung học, một trường mẫu giáo, một trung tâm văn hóa và thể thao với sức chứa 250 chỗ, một bệnh viện 12 giường.

## Khí hậu
Orkhon có khí hậu lục địa ẩm (phân loại khí hậu Köppen Dwb) với mùa hè ấm áp cùng ảnh hưởng của gió mùa.

## Kinh tế
Đất đai của sum Orkhon phù hợp cho việc phát triển nông nghiệp. Sum có 33,5 nghìn đầu gia súc, có 300 con ong. Đất trồng khoai tây và rau rộng 1300 ha, các hệ thống tưới tiêu của sông Sharyn và các hệ thống tưới tiêu Burundtolgoi có thể tưới được khoảng 800 hecta.